# Papillifera papillaris
Papillifera papillaris is een slakkensoort uit de familie van de Clausiliidae. De wetenschappelijke naam van de soort werd voor het eerst geldig gepubliceerd in 1774 door O. F. Müller.

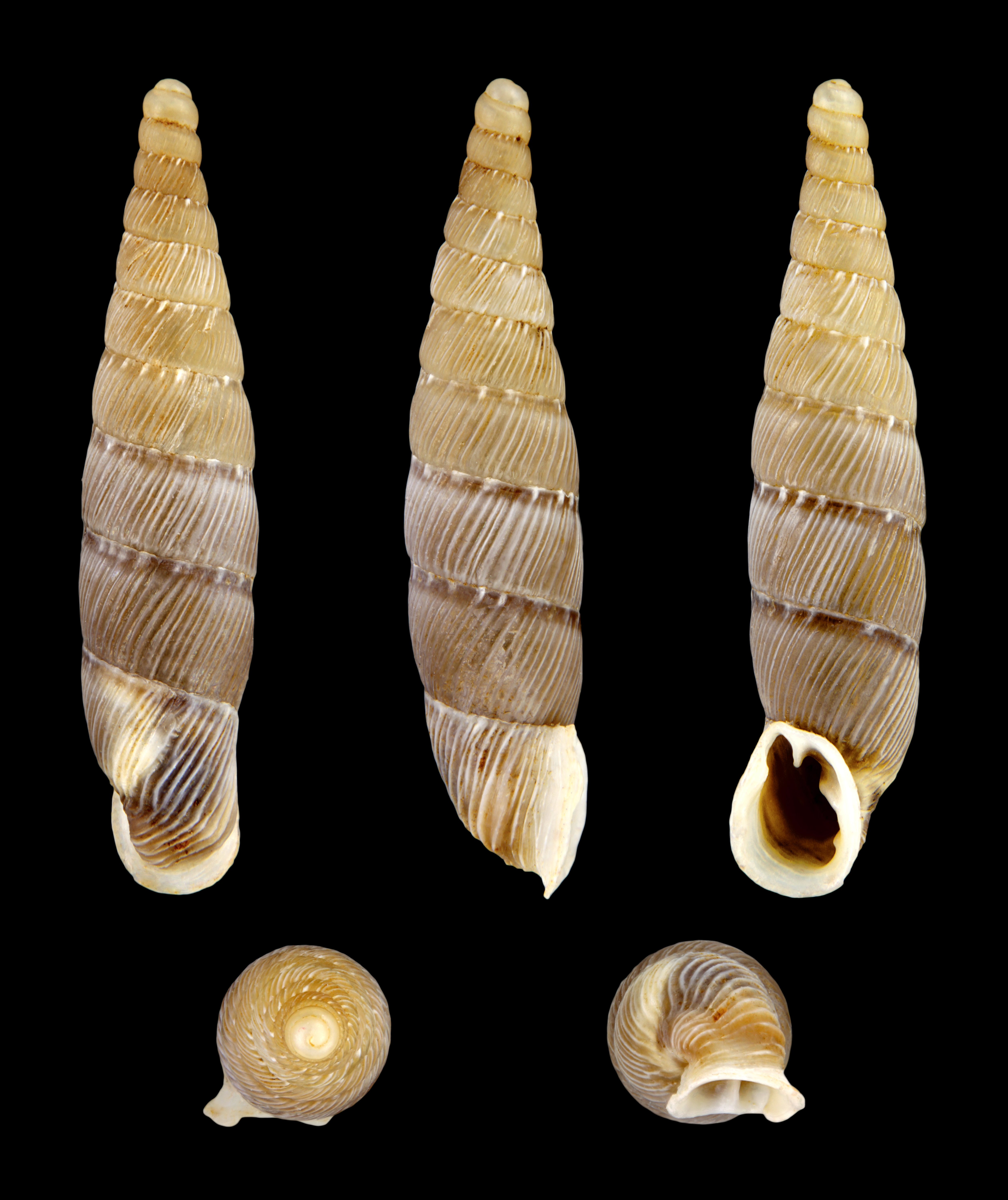
Papillifera papillaris affinis
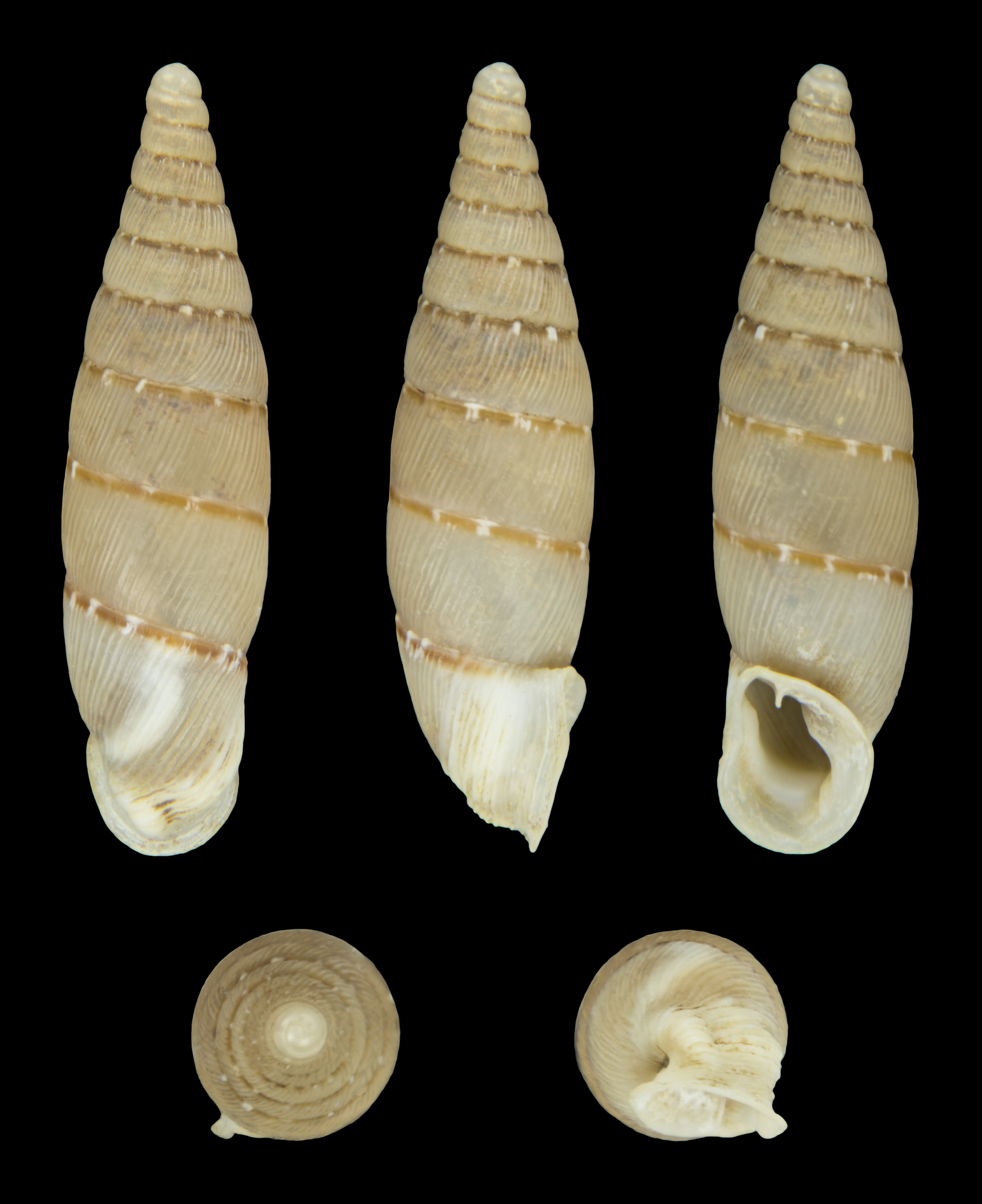
Papillifera papillaris peculiaris